# خط ۶ متروی شیراز
خط ۶ متروی شیراز یکی از خطوط متروی شیراز است. این خط به طول تقریبی ۱۵ کیلومتر با ۱۴ ایستگاه که در راستای شرقی-غربی قرار گرفته‌است که از تقاطع زرگری شروع شده و پس از عبور از بلوار شهید مطهری، محله کشن، بوستان جنت، پل طبقاتی کشن، بزرگراه رحمت، و میدان کوزه‌گری در پل غدیر و بلوار مدرس به پایان می‌رسد. این خط با خطوط ۱ و ۲ و ۴ و ۵ ارتباط خواهد داشت.